# Maximiliano Susán
Maximiliano A. Susán (ur. 19 czerwca 1888, zm. 26 lutego 1965) – argentyński piłkarz, grający podczas kariery na pozycji napastnika.

## Kariera klubowa
Maximiliano Susán rozpoczął karierę w klubie CA Estudiantes w 1907. W 1911 był krótko zawodnikiem Alumni AC, z którym zdobył mistrzostwo Argentyny. W 1912 powrócił do Estudiantes, w którym zakończył karierę w 1915, kiedy to zdecydował poświęcić się pracy weterynarza.

## Kariera reprezentacyjna
W reprezentacji Argentyny Susán występował w latach 1906-1916. W reprezentacji zadebiutował 15 sierpnia 1908 w zremisowanym 2-2 meczu z Urugwajem, którego stawką była Copa Lipton. Był to udany debiut, gdyż w 60 min. Susán zdobył drugą bramkę dla Albicelestes.
W 1910 został powołany na pierwszą, jeszcze nieoficjalną edycję Mistrzostw Ameryki Południowej, który wówczas nazywał się Copa Centenario Revolución de Mayo 1910. Na turnieju w Buenos Aires Susán wystąpił w obu meczach Argentyny z Chile (bramka na 5-1 w 82 min.) i Urugwajem (bramka na 4-1 w 64 min.).
Podczas meczu z Urugwajem 15 sierpnia 1913, Susán jako pierwszy zawodnik w historii reprezentacji Argentyny strzelił 4 bramki w jednym meczu. Ostatni raz w reprezentacji wystąpił 26 października 1913 w przegranym 0-1 meczu z Urugwajem, którego stawką była Copa Lipton. Ogółem w barwach albicelestes wystąpił w 22 meczach, w których zdobył 8 bramek.
| Mecze i gole w reprezentacji | Mecze i gole w reprezentacji | Mecze i gole w reprezentacji | Mecze i gole w reprezentacji | Mecze i gole w reprezentacji | Mecze i gole w reprezentacji | Mecze i gole w reprezentacji |
| #                            | Data                         | Miasto                       | Przeciwnik                   | Gol                          | Wynik                        | Rozgrywki                    |
| ---------------------------- | ---------------------------- | ---------------------------- | ---------------------------- | ---------------------------- | ---------------------------- | ---------------------------- |
| 1.                           | 15.08.1908                   | Montevideo                   | Urugwaj                      | Gol                          | 2:2                          | Copa Lipton                  |
| 2.                           | 13.09.1908                   | Buenos Aires                 | Urugwaj                      |                              | 2:1                          | Copa Newton                  |
| 3.                           | 04.10.1908                   | Buenos Aires                 | Urugwaj                      |                              | 0:1                          | Gran Premio                  |
| 4.                           | 15.08.1909                   | Buenos Aires                 | Urugwaj                      |                              | 2:1                          | Copa Lipton                  |
| 5.                           | 19.09.1909                   | Montevideo                   | Urugwaj                      |                              | 2:2                          | Copa Newton                  |
| 6.                           | 10.10.1908                   | Buenos Aires                 | Urugwaj                      |                              | 3:1                          | Gran Premio                  |
| 7.                           | 27.05.1910                   | Buenos Aires                 | Chile                        | Gol                          | 3:1                          | mecz towarzyski              |
| 8.                           | 05.06.1910                   | Buenos Aires                 | Chile                        | Gol                          | 5:1                          | Copa Centenario              |
| 9.                           | 12.06.1910                   | Buenos Aires                 | Urugwaj                      | Gol                          | 4:1                          | Copa Centenario              |
| 10.                          | 15.08.1910                   | Montevideo                   | Urugwaj                      |                              | 1:3                          | Copa Lipton                  |
| 11.                          | 15.08.1911                   | Buenos Aires                 | Urugwaj                      |                              | 0:2                          | Copa Lipton                  |
| 12.                          | 17.09.1911                   | Montevideo                   | Urugwaj                      |                              | 3:2                          | Copa Newton                  |
| 13.                          | 08.10.1911                   | Montevideo                   | Urugwaj                      |                              | 1:1                          | Gran Premio                  |
| 14.                          | 22.10.1911                   | Buenos Aires                 | Urugwaj                      |                              | 2:0                          | Gran Premio                  |
| 15.                          | 29.10.1911                   | Montevideo                   | Urugwaj                      |                              | 0:3                          | Gran Premio                  |
| 16.                          | 15.08.1912                   | Montevideo                   | Urugwaj                      |                              | 0:2                          | Copa Lipton                  |
| 17.                          | 25.08.1912                   | Montevideo                   | Urugwaj                      |                              | 0:3                          | Gran Premio                  |
| 18.                          | 06.10.1912                   | Avellaneda                   | Urugwaj                      |                              | 3:3                          | Copa Newton                  |
| 19.                          | 15.06.1913                   | Avellaneda                   | Urugwaj                      |                              | 1:1                          | Copa Presídente Peña         |
| 20.                          | 15.08.1913                   | Avellaneda                   | Urugwaj                      | Gol · Gol · Gol · Gol        | 4:0                          | Copa Lipton                  |
| 21.                          | 05.10.1913                   | Montevideo                   | Urugwaj                      |                              | 0:1                          | Gran Premio                  |
| 22.                          | 26.10.1913                   | Montevideo                   | Urugwaj                      |                              | 0:1                          | Copa Lipton                  |